# 上田 (小惑星)
上田（うえた、1619 Ueta）は小惑星帯に位置する小惑星。京都市の京都大学花山天文台で三谷哲康が発見した。
花山天文台長などを務めた日本の天文学者上田穣から命名された。